# So Far So Good
So Far So Good ist ein Best-of-Album des kanadischen Rocksängers Bryan Adams. Das Album wurde am 2. November 1993 über das Label A&M Records veröffentlicht.

## Produktion und Gastbeiträge
Die auf dem Album enthaltenen Lieder sind zum Großteil zuvor veröffentlichte Singles aus Bryan Adams’ vorigen Studioalben Cuts Like a Knife (drei Tracks), Reckless (sechs Lieder), Into the Fire (ein Song) und Waking Up the Neighbours (drei Titel). Lediglich der Track Please Forgive Me ist eine Neuveröffentlichung.
Der einzige Gastbeitrag auf So Far So Good kommt von Tina Turner, welche auf It’s Only Love zu hören ist.

## Titelliste
| #  | Titel                             | Gastmusiker | Produzent                             | Länge | Original-Album (Jahr)           |
| -- | --------------------------------- | ----------- | ------------------------------------- | ----- | ------------------------------- |
| 1  | Summer of ’69                     |             | Bob Clearmountain, Bryan Adams        | 3:35  | Reckless (1984)                 |
| 2  | Straight from the Heart           |             | Bob Clearmountain, Bryan Adams        | 3:30  | Cuts Like a Knife (1983)        |
| 3  | It’s Only Love                    | Tina Turner | Bob Clearmountain, Bryan Adams        | 3:15  | Reckless (1984)                 |
| 4  | Can’t Stop This Thing We Started  |             | Bryan Adams, Robert John „Mutt“ Lange | 4:29  | Waking Up the Neighbours (1991) |
| 5  | Do I Have to Say the Words?       |             | Bryan Adams, Robert John „Mutt“ Lange | 6:11  | Waking Up the Neighbours (1991) |
| 6  | This Time                         |             | Bob Clearmountain, Bryan Adams        | 3:18  | Cuts Like a Knife (1983)        |
| 7  | Run to You                        |             | Bob Clearmountain, Bryan Adams        | 3:54  | Reckless (1984)                 |
| 8  | Heaven                            |             | Bob Clearmountain, Bryan Adams        | 4:03  | Reckless (1984)                 |
| 9  | Cuts Like a Knife                 |             | Bob Clearmountain, Bryan Adams        | 5:12  | Cuts Like a Knife (1983)        |
| 10 | (Everything I Do) I Do It for You |             | Robert John „Mutt“ Lange              | 6:34  | Waking Up the Neighbours (1991) |
| 11 | Somebody                          |             | Bob Clearmountain, Bryan Adams        | 4:44  | Reckless (1984)                 |
| 12 | Kids Wanna Rock                   |             | Bob Clearmountain, Bryan Adams        | 2:36  | Reckless (1984)                 |
| 13 | Heat of the Night                 |             | Bob Clearmountain, Bryan Adams        | 5:06  | Into the Fire (1987)            |
| 14 | Please Forgive Me                 |             | Bryan Adams, Robert John „Mutt“ Lange | 5:55  | zuvor unveröffentlicht          |

## Kommerzieller Erfolg

### Chartplatzierungen

#### Album
So Far So Good stieg am 22. November 1993 auf Platz 11 in die deutschen Albumcharts ein. Seine Höchstplatzierung von Platz 1 erreichte der Tonträger am 31. Januar 1994, dort konnte er sich neun Wochen lang halten. Außerdem hielt sich das Album 81 Wochen in den deutschen Albumcharts. In den Billboard 200 erreichte So Far So Good in der zehnten Chartwoche Platz 6. Im Vereinigten Königreich debütierte So Far So Good auf dem zweiten Platz der Albumcharts, später erreichte der Tonträger den ersten Platz der britischen Albumcharts. Des Weiteren erreichte der Tonträger u. a. in Österreich, der Schweiz, den Niederlanden, Schweden, Norwegen, Australien und Neuseeland die Chartspitze.
| ChartsChartplatzierungen       | Höchstplatzierung | Wochen |
| ------------------------------ | ----------------- | ------ |
| Deutschland (GfK)              | 1 (81 Wo.)        | 81     |
| Kanada (MC)                    | 2 (39 Wo.)        | 39     |
| Österreich (Ö3)                | 1 (33 Wo.)        | 33     |
| Schweiz (IFPI)                 | 1 (46 Wo.)        | 46     |
| Vereinigte Staaten (Billboard) | 6 (66 Wo.)        | 66     |
| Vereinigtes Königreich (OCC)   | 1 (93 Wo.)        | 93     |

| ChartsJahrescharts (1993) | Platzierung |
| ------------------------- | ----------- |
| Deutschland (GfK)         | 90          |

| ChartsJahrescharts (1994) | Platzierung |
| ------------------------- | ----------- |
| Deutschland (GfK)         | 2           |
| Österreich (Ö3)           | 3           |
| Schweiz (IFPI)            | 2           |

#### Singles
| Jahr | Titel             | Höchstplatzierung, Gesamtwochen, AuszeichnungChartplatzierungen (Jahr, Titel, , Platzierungen, Wochen, Auszeichnungen, Anmerkungen) | Höchstplatzierung, Gesamtwochen, AuszeichnungChartplatzierungen (Jahr, Titel, , Platzierungen, Wochen, Auszeichnungen, Anmerkungen) | Höchstplatzierung, Gesamtwochen, AuszeichnungChartplatzierungen (Jahr, Titel, , Platzierungen, Wochen, Auszeichnungen, Anmerkungen) | Höchstplatzierung, Gesamtwochen, AuszeichnungChartplatzierungen (Jahr, Titel, , Platzierungen, Wochen, Auszeichnungen, Anmerkungen) | Höchstplatzierung, Gesamtwochen, AuszeichnungChartplatzierungen (Jahr, Titel, , Platzierungen, Wochen, Auszeichnungen, Anmerkungen) | Anmerkungen                        |
| Jahr | Titel             | DE | AT | CH | UK | US | Anmerkungen                        |
| ---- | ----------------- | --- | --- | --- | --- | --- | ---------------------------------- |
| 1993 | Please Forgive Me | DE3 (25 Wo.)DE | AT2 (19 Wo.)AT | CH2 (29 Wo.)CH | UK2 (16 Wo.)UK | US7 (28 Wo.)US | Erstveröffentlichung: Oktober 1993 |

### Auszeichnungen für Musikverkäufe
So Far So Good wurde 1994 in Deutschland für über eine Million verkaufte Einheiten mit Doppelplatin ausgezeichnet, damit gehört das Album zu den meistverkauften Musikalben in Deutschland. In den Vereinigten Staaten wurde das Album 1996 für über fünf Millionen Verkäufe mit fünffach-Platin ausgezeichnet. Das Album erhielt zweimal Gold und 48-mal Platin, womit es für mehr als 9,9 Millionen verkaufte Einheiten ausgezeichnet wurde, Quellen zufolge verkaufte sich das Album weltweit über 13 Millionen Mal.
| Professionelle Bewertungen | Professionelle Bewertungen |
| -------------------------- | -------------------------- |
| Kritiken                   |                            |
| Quelle                     | Bewertung                  |
| allmusic                   | [ 16 ]                     |
| Rolling Stone              | [ 17 ]                     |

| Land/Region                  | Auszeichnungen für Musikverkäufe (Land/Region, Auszeichnung, Verkäufe) | Verkäufe    |
| ---------------------------- | ---------------------------------------------------------------------- | ----------- |
| Australien (ARIA)            | 14× Platin                                                             | 980.000     |
| Belgien (BRMA)               | 4× Platin                                                              | 200.000     |
| Brasilien (PMB)              | Gold                                                                   | 100.000     |
| Deutschland (BVMI)           | 2× Platin                                                              | 1.000.000   |
| Europa (IFPI)                | 3× Platin                                                              | (3.000.000) |
| Finnland (IFPI)              | Platin                                                                 | 77.318      |
| Frankreich (SNEP)            | Platin                                                                 | 300.000     |
| Italien (FIMI)               | —                                                                      | 500.000     |
| Japan (RIAJ)                 | Gold                                                                   | 100.000     |
| Kanada (MC)                  | 6× Platin                                                              | 600.000     |
| Malaysia (RIM)               | —                                                                      | 60.000      |
| Neuseeland (RMNZ)            | 7× Platin                                                              | 105.000     |
| Niederlande (NVPI)           | 2× Platin                                                              | 200.000     |
| Norwegen (IFPI)              | 3× Platin                                                              | 150.000     |
| Österreich (IFPI)            | 2× Platin                                                              | 100.000     |
| Schweden (IFPI)              | Platin                                                                 | 250.000     |
| Schweiz (IFPI)               | 4× Platin                                                              | 200.000     |
| Singapur (RIAS)              | —                                                                      | 100.000     |
| Spanien (Promusicae)         | Platin                                                                 | 100.000     |
| Vereinigte Staaten (RIAA)    | 5× Platin                                                              | 5.000.000   |
| Vereinigtes Königreich (BPI) | 3× Platin                                                              | 900.000     |
| Insgesamt                    | 2× Gold · 60× Platin ·                                                 | 11.122.318  |

Hauptartikel: Bryan Adams/Auszeichnungen für Musikverkäufe